# Jan Budziński
Jan Budziński (ur. 22 czerwca 1916 w Grudziądzu, zm. 26 sierpnia 2007 w Spring, st. Texas, USA) – podporucznik pilot 4 pułku lotniczego z Torunia, uczestnik kampanii wrześniowej, pilot RAF-u, uczestnik bitwy o Wielką Brytanię (dywizjon 145 i 605), jak również pilot dywizjonu 302.

## Życiorys
Syn Juliana i Klary, w roku 1936 ukończył 3-letnią Szkołę Podoficerów Piechoty dla Małoletnich Nr 3 w Nisku nad Sanem. Ochotniczo zgłosił się do służby w lotnictwie. W 4 pułku lotniczym w Toruniu ukończył w 1937 roku kurs pilotażu. Zdecydował się (15 września 1937 r.) na służbę zawodową w lotnictwie. Ukończył Kurs Wyższego Pilotażu, otrzymał przydział do 141 eskadry myśliwskiej 4 pułku lotniczego w Toruniu.
We wrześniu 1939 r. walczył w składzie swojej eskadry, która wspólnie ze 142 eskadrą myśliwską tworzyła III/4 dywizjon myśliwski, wspierający wojska Armii „Pomorze”. Już 2 września wziął udział w walkach powietrznych. W kluczu z kpt. Tadeuszem Rolskim i ppor. Władysławem Różyckim uszkodził Dorniera Do 17P, który lądował przymusowo na terenie Prus Wschodnich. Tego samego dnia brał udział w ataku szturmowym na oddziały pancerno-motorowe poruszające się po szosie Radzyń Chełmski-Łasin. Leciał w trzecim kluczu, który zaatakował oddziały 21 Dywizji Piechoty. 3 września, również w kluczu z Rolskim i Różyckim, zaatakował rozpoznawczego Henschela Hs 126 i go uszkodził. Niemiecki samolot rozbił się podczas lądowania na macierzystym lotnisku.
Po ataku ZSRR na Polskę ewakuował się przez Rumunię do Francji. Stamtąd w styczniu 1940 r. został przeniesiony do Wielkiej Brytanii. W Wielkiej Brytanii po przeszkoleniu otrzymał przydział 12 sierpnia 1940 r. do 145 dywizjonu myśliwskiego RAF w Westhampnett (service number 780665). 31 sierpnia 1940 r. przeniósł się do 605 dywizjonu myśliwskiego RAF w Drem. W obu tych dywizjonach walczył podczas „Bitwy o Wielka Brytanię”. 11 września 1940 r. zestrzelił Bf 109, a 27 września tego roku – Bf 110. 7 października 1940 r. miał swój udział w zestrzeleniu Bf 109 (1/2 zestrzelenia). Od 27 kwietnia 1941 r. służył w 302 dywizjonie myśliwskim „Poznańskim”, który stacjonował wówczas w Kenley. 8 sierpnia 1941 r. został oddelegowany do 2 Air Observers School w Millom jako pilot sztabowy, a we wrześniu 1941 r, przeniesiony do 2 Air Gunner School w Dalcross – w tym samym charakterze. Od 28 lipca 1942 r. uczestniczył w kursie instruktorskim w 2 Szkole Instruktorów Pilotażu w Montrose. Po jego ukończeniu był instruktorem pilotażu w 16 Szkole Pilotażu w Newton – do 20 listopada 1945 r.
Po demobilizacji pozostał na terenie Wielkiej Brytanii. W roku 1953 wyjechał do Kanady, gdzie pracował jako inspektor w fabryce produkującej silniki odrzutowe. Od roku 1958 mieszkał w USA, w Kalifornii. W 2012 roku jego prochy sprowadzono do Polski i pochowano w rodzinnej mogile na Cmentarzu Centralnym w Grudziądzu.

## Zestrzelenia
Na liście „Bajana” zajmuje 106. pozycję z 2 i 1/2 zestrzeleniami pewnymi:
- Bf 109 – 11 września 1940
- Bf 110 – 27 września 1940
- 1/2 Bf 109 – 7 października 1940

## Odznaczenia
- Krzyż Walecznych dwukrotnie
- Medal Lotniczy